# Himmelssäng

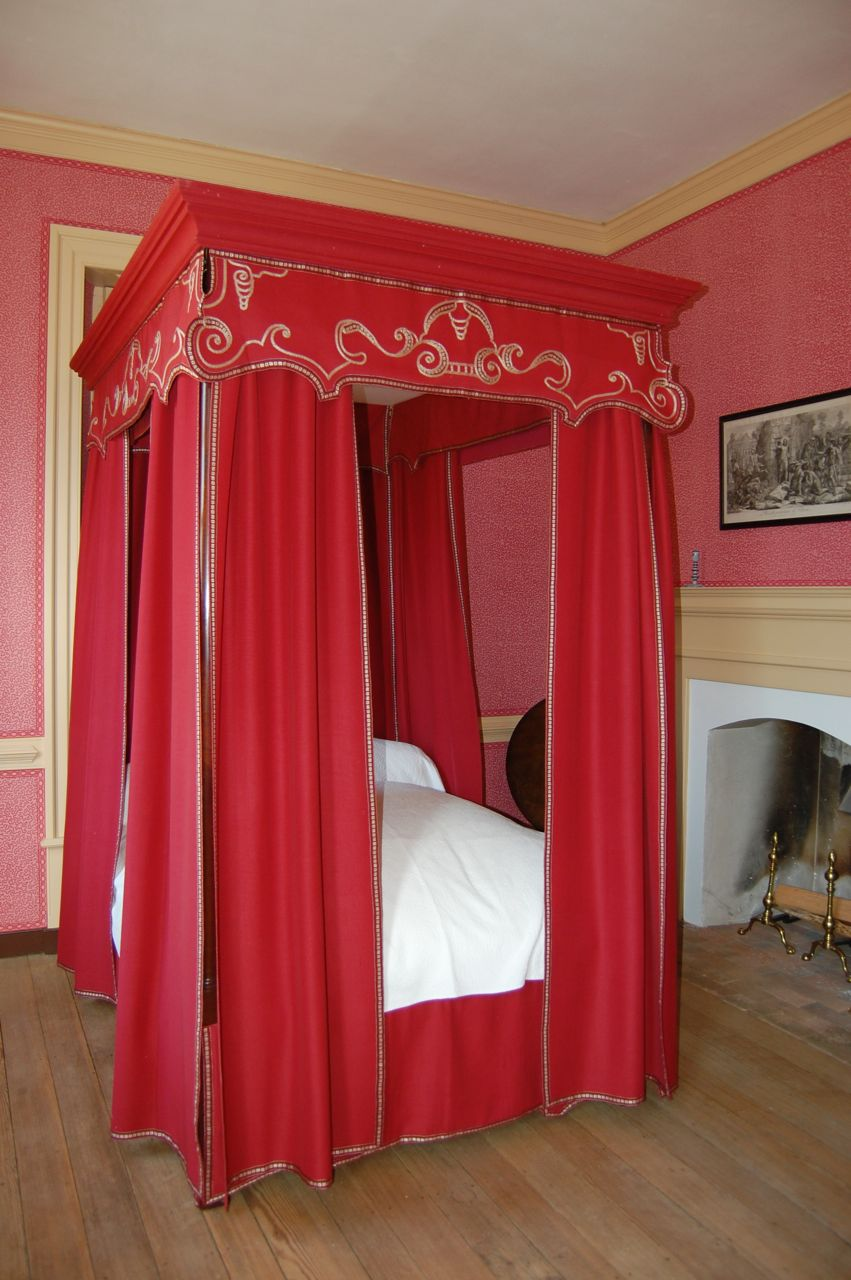
Amerikansk himmelssäng från de Tretton kolonierna.

Himmelsäng av ek, 1600-tal. Skoklosters slott.

En himmelssäng eller baldakinsäng är en stolpsäng med en sänghimmel eller baldakin av tyg ovanför. Himmelssängar har ofta även sängomhängen omkring sängen.